# Daniel Jeandupeux

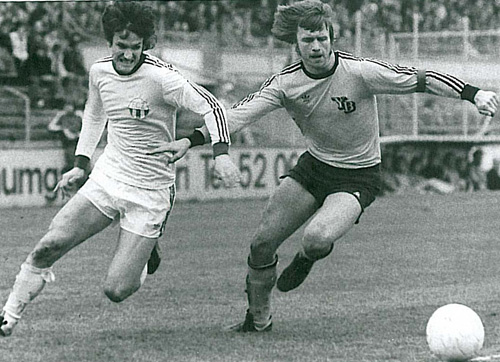
Daniel Jeandupeux (links), 1974

Daniel Jeandupeux (* 7. Februar 1949 in Saint-Imier) ist ein Schweizer Fussballtrainer und ehemaliger -spieler. Der linke Flügelstürmer absolvierte von 1969 bis 1977 insgesamt 35 Länderspiele für die Schweiz und erzielte dabei zwei Tore.

## Karriere als Spieler und Trainer
Als Spieler wurde Jeandupeux mit dem FC Zürich je zwei Mal Schweizer Meister und Cupsieger. Aber danach, bei Girondins Bordeaux, konnte er sich keine Meriten mehr verdienen.
Nachdem er schon 1979 in ungewöhnlich jungem Alter von 30 Jahren aufgrund eines Beinbruchs seine Karriere beendet hatte, übernahm er mit dem FC Sion noch im selben Jahr seinen ersten Verein als Trainer. Danach trainierte er u. a. den FC Zürich, mit dem er 1981 auch als Trainer Schweizer Meister wurde. Vom 12. März 1986 bis zum 26. April 1989 trainierte er das Schweizer Nationalteam, insgesamt acht Jahre lang war er bei SM Caen. Ab 2004 bis 2012 war er als Trainer und Sportlicher Leiter bei UC Le Mans tätig. 2012 verliess er den Verein.
Jeandupeux war als Spieler wie auch bislang als Trainer nur in der Schweiz und in Frankreich tätig. 1991 wurde er in Frankreich zum Trainer des Jahres gewählt.

## Erfolge
- Schweizer Meister mit dem FC Zürich
  - Als Spieler: 1974, 1975
  - Als Trainer: 1981
- Schweizer Cupsieger mit dem FC Zürich
  - 1972, 1973
- Schweizer Torschützenkönig der Nationalliga A 1973/1974
- Französischer Trainer des Jahres: 1991

## Stationen-Übersicht

### Vereine als Spieler
| Zeit      | Verein               |
| --------- | -------------------- |
| 0–1971    | FC La Chaux-de-Fonds |
| 1971–1975 | FC Zürich            |
| 1975–1979 | Girondins Bordeaux   |

### Stationen als Trainer
| Zeit       | Verein/Mannschaft            |
| ---------- | ---------------------------- |
| 1979–1980  | FC Sion                      |
| 1980–1983  | FC Zürich                    |
| 1983–1985  | FC Toulouse                  |
| 1986–1989  | Schweizer Nationalmannschaft |
| 1989–1994  | SM Caen                      |
| 1994–1995  | RC Strassburg                |
| 1997–2000  | SM Caen                      |
| 2004, 2009 | UC Le Mans                   |